# Rosławyczi
Rosławyczi (ukr. Рославичі) – wieś na Ukrainie, w obwodzie kijowskim, w rejonie obuchowskim. W 2001 liczyła 255 mieszkańców, spośród których 250 wskazało jako ojczysty język ukraiński, a 5 rosyjski.